# Campeonato Carioca de Handebol Masculino de 2018
O Campeonato Carioca de Handebol Masculino de 2018  foi a 43ª edição da principal divisão do handebol no Rio de Janeiro realizado entre diversos times de handebol masculino do estado do Rio de Janeiro. A disputa foi organizada pela Federação de Handebol do Estado do Rio de Janeiro.
O Guanabara Handball conquistou, de forma invicta, pela primeira vez o título do carioca ao vencer o Vikings/Universo/Campos por 27x26.

## Forma de disputa
A  fase principal foi dividida em dois grupos (grupos A e B) com seis e cinco equipes respectivamente, sendo realizado em turno único qualificando quatro equipes por grupo para a fase final. com quartas de finais, semifinais e finais em jogos únicos. 
Antes do estadual, as equipes disputaram o chamado Torneio Inicio que daria um ponto extra ao vencedor. O Torneio Inicio foi conquistado pela equipe do Niterói Rugby ao vencer o Legião Handebol por 19x15 conquistado assim o ponto extra para a fase de grupos do estadual.
Na fase de grupos do estadual, a vitoria vale três pontos, empate vale dois pontos e derrota vale um ponto.

## Participantes
| Equipe                   | Cidade          | Títulos             |
| ------------------------ | --------------- | ------------------- |
| Bangu AC Handebol        | Rio de Janeiro  | 0 (não possui)      |
| Duque de Caxias Handebol | Duque de Caxias | 3 (último em 2002)  |
| Guanabara Handball       | Rio de Janeiro  | 0 (não possui)      |
| Legião Handebol          | Rio de Janeiro  | 0 (não possui)      |
| Niterói Rugby            | Niterói         | 10 (último em 2017) |
| Nova Iguaçu H.C/ISEC     | Nova Iguaçu     | 1 (último em 2015)  |
| Patriotas IBMEC          | Rio de Janeiro  | 0 (não possui)      |
| Quissamã                 | Quissamã        | 0 (não possui)      |
| Rio Janeiro E.C.         | Rio de Janeiro  | 0 (não possui)      |
| Universo/SG Handebol     | São Gonçalo     | 3 (último em 2006)  |
| Vikings/Universo/Campos  | Campos          | 0 (não possui)      |

## Fase principal
Grupo A
| Pos | Equipe             | PT | TI | PG | V | E | D | GP  | GC  | SG  | Classificação        |
| --- | ------------------ | -- | -- | -- | - | - | - | --- | --- | --- | -------------------- |
| 1   | Niterói Rugby      | 15 | 2  | 13 | 3 | 2 | 0 | 140 | 100 | +40 | Classificado para QF |
| 2   | Legião Handebol    | 13 | 1  | 12 | 3 | 1 | 1 | 144 | 122 | +22 | Classificado para QF |
| 3   | Universo/SG        | 12 | 1  | 11 | 2 | 2 | 1 | 140 | 135 | +5  | Classificado para QF |
| 4   | Guanabara Handball | 12 | 1  | 11 | 1 | 4 | 0 | 123 | 117 | +6  | Classificado para QF |
| 5   | Bangu              | 9  | 1  | 8  | 1 | 1 | 3 | 110 | 143 | -33 |                      |
| 6   | Rio de Janeiro EC  | 6  | 1  | 5  | 0 | 0 | 5 | 114 | 155 | -41 |                      |

Grupo B
| Pos | Equipe          | PT | TI | PG | V | E | D | GP  | GC  | SG  | Classificação        |
| --- | --------------- | -- | -- | -- | - | - | - | --- | --- | --- | -------------------- |
| 1   | Nova Iguaçu     | 11 | 1  | 10 | 3 | 0 | 1 | 125 | 100 | +25 | Classificado para QF |
| 2   | Vikings/Campos  | 11 | 1  | 10 | 3 | 0 | 1 | 91  | 72  | +19 | Classificado para QF |
| 3   | Duque de Caxias | 9  | 1  | 8  | 2 | 0 | 2 | 127 | 88  | +39 | Classificado para QF |
| 4   | Patriotas IBMEC | 9  | 1  | 8  | 2 | 0 | 2 | 74  | 87  | -13 | Classificado para QF |
| 5   | Quissamã        | 5  | 1  | 4  | 0 | 0 | 4 | 60  | 113 | -71 |                      |

## Fase Final
|  | Quartas-de-final   | Quartas-de-final   |                 |    | Semifinais   | Semifinais   |  |  | Final | Final |
|  |                    |                    |                 |    |              |              |  |  |       |       |
|  | 01 de Julho        |                    |                 |    |              |              |  |  |       |       |
|  |                    |                    |                 |    |              |              |  |  |       |       |
|  | Niterói Rugby      | 30                 |                 |    |              |              |  |  |       |       |
|  | Niterói Rugby      | 30                 | 14 de Julho     |    |              |              |  |  |       |       |
|  | Patriotas IBMEC    | 10                 |                 |    |              |              |  |  |       |       |
|  | Patriotas IBMEC    | 10                 | Niterói Rugby   | 23 |              |              |  |  |       |       |
|  | 01 de Julho        |                    | Niterói Rugby   | 23 |              |              |  |  |       |       |
|  |                    | Vikings/Campos     | 26              |    |              |              |  |  |       |       |
|  | Universo/SG        | Vikings/Campos     | 26              | 32 |              |              |  |  |       |       |
|  | Universo/SG        |                    | 29 de Julho     | 32 |              |              |  |  |       |       |
|  | Vikings/Campos     | 29                 |                 |    |              |              |  |  |       |       |
|  | Vikings/Campos     | 29                 | Vikings/Campos  | 26 |              |              |  |  |       |       |
|  | 01 de Julho        |                    | Vikings/Campos  | 26 |              |              |  |  |       |       |
|  |                    | Guanabara Handball | 27              |    |              |              |  |  |       |       |
|  | Legião Handebol    | Guanabara Handball | 27              | 26 |              |              |  |  |       |       |
|  | Legião Handebol    | 14 de Julho        |                 | 26 |              |              |  |  |       |       |
|  | Duque de Caxias    | 31                 |                 |    |              |              |  |  |       |       |
|  | Duque de Caxias    | 31                 | Duque de Caxias | 27 |              |              |  |  |       |       |
|  | 01 de Julho        |                    | Duque de Caxias | 27 |              |              |  |  |       |       |
|  |                    | Guanabara Handball | 33              |    | Disputa de 3 | Disputa de 3 |  |  |       |       |
|  | Guanabara Handball | Guanabara Handball | 33              | 26 | Disputa de 3 | Disputa de 3 |  |  |       |       |
|  | Guanabara Handball |                    | 28 de Julho     | 26 |              |              |  |  |       |       |
|  | Nova Iguaçu HC     | 25                 |                 |    |              |              |  |  |       |       |
|  | Nova Iguaçu HC     | 25                 | Niterói Rugby   | 18 |              |              |  |  |       |       |
|  |                    |                    |                 |    |              |              |  |  |       |       |
|  | Duque de Caxias    | 24                 |                 |    |              |              |  |  |       |       |
|  | Duque de Caxias    | 24                 |                 |    |              |              |  |  |       |       |

### Quartas de Finais
| 01 de Julho 11:30 | Niterói Rugby | 30 x 10 | Patriotas IBMEC | IFF Campos |
| 01 de Julho 11:30 |               |         |                 | IFF Campos |
| 01 de Julho 11:30 |               |         |                 | IFF Campos |

| 01 de Julho 13:00 | Guanabara Handball | 26 x 25 | Nova Iguaçu HC | IFF Campos |
| 01 de Julho 13:00 |                    |         |                | IFF Campos |
| 01 de Julho 13:00 |                    |         |                | IFF Campos |

| 01 de Julho 14:30 | Duque de Caxias | 31 x 26 | Legião | IFF Campos |
| 01 de Julho 14:30 |                 |         |        | IFF Campos |
| 01 de Julho 14:30 |                 |         |        | IFF Campos |

| 01 de Julho 16:00 | Vikings/Campos | 32 x 29 | Universo/SG | IFF Campos |
| 01 de Julho 16:00 |                |         |             | IFF Campos |
| 01 de Julho 16:00 |                |         |             | IFF Campos |

### Semifinais
| 14 de Julho 18:00 | Niterói Rugby | 23 x 26 | Vikings/Campos | Liceu Nilo Peçanha |
| 14 de Julho 18:00 |               |         |                | Liceu Nilo Peçanha |
| 14 de Julho 18:00 |               |         |                | Liceu Nilo Peçanha |

| 14 de Julho 19:30 | Guanabara Handball | 33 x 27 | Duque de Caxias | Liceu Nilo Peçanha |
| 14 de Julho 19:30 |                    |         |                 | Liceu Nilo Peçanha |
| 14 de Julho 19:30 |                    |         |                 | Liceu Nilo Peçanha |

### Final
| 29 de Julho 15:30 | Guanabara | 27 x 26 | Vikings/Campos | Arena Carioca 3 |
| 29 de Julho 15:30 |           |         |                | Arena Carioca 3 |
| 29 de Julho 15:30 |           |         |                | Arena Carioca 3 |

### Disputa de terceiro lugar
| 28 de Julho 13:30 | Niterói Rugby | 18 x 24 | Duque de Caxias | Vila Olimpica de Honorio Gurgel |
| 28 de Julho 13:30 |               |         |                 | Vila Olimpica de Honorio Gurgel |
| 28 de Julho 13:30 |               |         |                 | Vila Olimpica de Honorio Gurgel |

## Seleção do Campeonato
| Posição          | Nome                  | Clube              |
| ---------------- | --------------------- | ------------------ |
| Goleiro          | Jeroty Rodrigues      | Vikings/Campos     |
| Ponta esquerda   | Whellison Siqueira    | Vikings/Campos     |
| Armador esquerdo | Pedro Maia            | Duque de Caxias    |
| Armador central  | Mauro Nebuloni        | Guanabara Handball |
| Armador direito  | Marcelo Tuller        | Niterói Rugby      |
| Ponta direita    | Lucas Freitas         | Viking/Campos      |
| Pivo             | Carlos Eduardo Junior | Viking/Campos      |

### Artilheiro

#### 44 Gols
Pedro Maia (Duque de Caxias)

### MVP
Carlos Eduardo Junior (Viking/Caxias)